# وزارة صناعة الطيران (الاتحاد السوفيتي)
وزارة صناعة الطيران في اتحاد الجمهوريات الاشتراكية السوفياتية (بالروسية: Министерство авиационной промышленности СССР)‏ كانت وزارة في الاتحاد السوفيتي التي أشرفت على إنتاج صناعة الطيران. قبل عام 1946، كانت تعرف باسم المفوضية الشعبية لصناعة الطيران في اتحاد الجمهوريات الاشتراكية السوفياتية.

## التاريخ
أنشأ مرسوم صادر في 11 يناير 1939 من هيئة رئاسة مجلس السوفييت الأعلى، المفوضية الشعبية لصناعة الطيران في اتحاد الجمهوريات الاشتراكية السوفياتية، والمُكون من المجلس الأول (الطائرات) للمفوضية وزارة الصناعات الدفاعية.

## قائمة الوزراء
المصدر :
- ميخائيل كاجانوفيتش (11.01.1939 - 10.01.1940)
- أليكسي شاخورين (10.01.1940 - 15.03.1946)
- ميخائيل خرونيتشيف (19.03.1946 - 15.03.1953)
- بيوتر ديمنتييف (1953.08.24 - 1957.12.14 ؛ 1965.02.19 - 1977.05.14)
- فاسيلي كازاكوف (1977/06/03 – 1981/02/17)
- إيفان سيلاييف (21.2.1981 - 01.11.1985)
- أبولون سيستسوف (1985/11/01 – 1991/08/24)